# Catawba jezik
Catawba jezik (ISO 639-3: chc), danas izumrli jezik Catawba Indijanaca koji se nekada govorio duž rijeke Catawba u Sjevernoj i Južnoj Karolini. Imao je nekoliko dijalekata. Posljednji govornik umro je prije 1960, a etnička populacija (u blizini Rock Hilla, na sjeveru Južne Karoline) iznosi oko 500 (1977 SIL). Po drugim podacima posljednji tečni govornik umro je 1996.
Catawba se klasificira jezičnoj porodici siouan, unutar koje se vodi kao posebna podskupina

## Vanjske poveznice
- Ethnologue (15th)